# Джон Макгавърн
Джон Макгавърн (роден на 28 октомври 1949 в Монтроуз) е бивш шотландски футболист и мениджър. Той е бил част от отбора на Нотингам Форест, спечелил в две поредни години КЕШ с мениджъра Брайън Клъф.
Макгавърн е роден в Монтроуз, но семейството му се мести в Хартлипул, когато той е на 7-годишна възраст. В училище той бил отличен атлет и играл ръгби, но на 16 години влязъл в юношеските формации на Хартлипул Юнайтед.
На 19 години той става най-младият футболист, играл в четирите дивизии на Футболната Лига. През кариерата си той е печелил промоция с отборите на Хартлипул Юнайтед, Дарби Каунти и Нотингам Форест. Макгавърн има два мача за националния отбор на Шотландия до 23 години и над 500 във Футболната Лига.
След спечелената титла в Чемпиъншип с Дарби Каунти и краткия престой в Лийдс Юнайтед, Макгавърн става капитан на Нотингам Форест, с които печели титла в Чемпиъншип, два трофея Карлинг Къп и два пъти КЕШ.
Джон също е бил мениджър на Болтън Уондърърс и Уокинг, асистент в Плимут Аргайл и Хъл Сити, както и джоинт мениджър на Родъръм Юнайтед.
Той продължава да е треньор по футбол на играчи от всички възрасти, както и в училищата в САЩ. Спортен коментатор на регионалното радио на BBC в Нотингам.

## Полезни връзки
- BBC Radio Nottingham
- Официален уебсайт на Хартлипул Юнайтед Архив на оригинала от 2008-03-23 в Wayback Machine.
- Фенсайт на Лийдс Юнайтед